# Лифляндский 97-й пехотный полк
97-й пехотный Лифляндский генерал-фельдмаршала графа Шереметева полк — пехотная воинская часть Русской императорской армии.
Старшинство с 25 июня 1700 г. Полковой праздник — 30 августа.

## Формирования и кампании полка

### Старый Троицкий пехотный полк

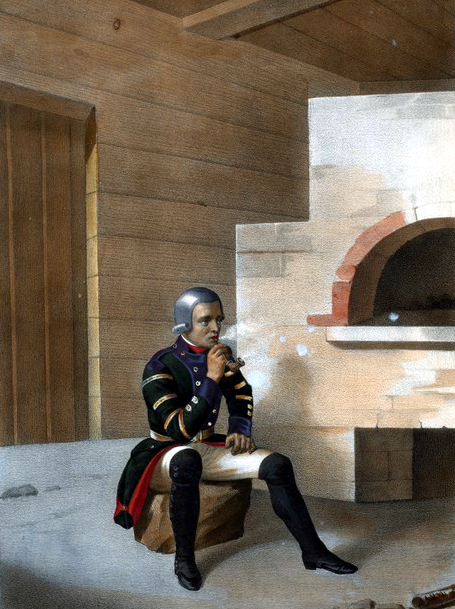
Барабанщик Троицкого Мушкетерского полка. 1797—1801 гг.

Полк сформирован в Москве 25 июня 1700 г. из рекрут, в составе 10 рот, под названием пехотного Фливерка полка, и получил боевое крещение 19 ноября 1700 г., под Нарвой, потеряв командира, 17 офицеров и 698 нижних чинов. В следующем году полк с новым командиром Купером совершил поход в Курляндию и затем был назначен для охраны северных границ России с Ингерманландией. В 1703 году полк, состоя в корпусе П. М. Апраксина, принимал участие в «Третьем свейском походе»; затем нёс гарнизонную службу в Санкт-Петербурге и Шлиссельбурге. В 1704 г. при полку была сформирована гренадерская рота.
В 1706 году полк сделал, под командой фельдмаршала графа Шереметева, поход в Астрахань, для усмирения мятежа стрельцов и беглых казаков.
10 марта 1708 г., при наименовании частей русской армии по провинциям и городам, полк получил название Троицкого пехотного полка. 27 июня 1709 г., в сражении под Полтавой, полк охранял лагерь русских войск и был затем выслан с генералом Ренцелем для преследования шведов.
В следующем году Троицкий полк был назначен в Финляндскую армию адмирала графа Апраксина и участвовал в осаде Выборга. 20 июня 1710 г. полк выделил гренадерскую роту на сформирование гренадерского полка князя Барятинского. В 1712 г. Троицкий полк сражался под Ригой, а затем, находясь в Ингерманландском корпусе графа Апраксина, участвовал при занятии Гельсингфорса и в сражении на реке Пелкиной, 6 октября 1713 г.
Выступив 26 января 1714 г. из Бьернеборга, полк находился при поражении шведов у деревни Лаппола и при взятии Вазы.
Последующие шесть лет Троицкий полк провёл в Финляндии, принимая участие в нескольких поисках на галерах в Швецию и на Аландские острова.
В 1722 г. две роты были назначены в состав Низового корпуса и, приняв участие в походе в Персию, находились 23 августа при занятии Дербента и взятии Баку. 9 июня 1724 г. роты эти поступили на сформирование Рящинского пехотного полка (в 1733 г. расформирован), а вместо них при Троицком полку были сформированы из рекрут новые роты.
С 16 февраля по 13 ноября 1727 г. полк носил название 1-го Костромского пехотного полка.
23 октября 1731 г. гренадерская рота была расформирована, и полк приведён в состав 8 фузилерных рот. В 1733 - 1734 годах Троицкий полк совершил поход в Польшу и Пруссию и, находясь в корпусе графа Миниха, участвовал при взятии Данцига.
Во время Крымских походов 1737—1738 гг. полк находился в армии генерал-фельдмаршала Миниха и участвовал в штурме Очакова, при поражении турок у Ставучан и при занятии Хотина.
13 мая 1741 г. из состоявших в ротах гренадер была сформирована особая гренадерская рота. 27 января 1747 г. полк был приведён в состав трёх батальонов с двумя гренадерскими ротами. 30 марта 1756 г. 3-я гренадерская рота, сформированная в 1753 г., была выделена на сформирование 3-го гренадерского полка.
В 1757 г. Троицкий полк принял участие в Семилетней войне и после участия в осаде Мемеля находился 19 августа в сражении при Гросс-Егерсдорфе. 14 августа 1758 г., при Цорндорфе, полк геройски отбил кавалерийскую атаку Зейдлица и потерял 20 офицеров и 502 нижних чинов.
В царствование императора Петра III полк назывался с 25 апреля по 5 июля 1762 г. пехотным генерал-поручика Якова Фаста полком. По вступлении на престол императрицы Екатерины II полк был приведён 14 января 1763 г. в состав двух батальонов с артиллерийской командой.
В 1764 г. Троицкий полк был командирован в Польшу в составе корпуса Штофельна. Через три года полк был снова двинут в Польшу и, находясь в корпусе Кречетникова, участвовал в деле при Липятине и в штурмах Бердичева и Житомира.
В кампании 1769 г. против турок Троицкий полк, находясь в 1-й армии, действовал с отличием при Хотине.
23 апреля 1770 г. полк был назначен в корпус генерала Эссена и провёл два года в Польше, охраняя русские тыловые укрепления.
В 1773 г. Троицкий полк вернулся на театр Турецкой войны и находился в сражениях под Силистрией, Кучук-Кайнарджи и в неудачном штурме Варны.
Во 2-ю Турецкую войну полк находился при взятии Гаджибейского замка и Килии и участвовал с Суворовым в штурме Измаила.
По вступлении на престол императора Павла I полк был наименован 29 ноября 1796 г. Троицким мушкетёрским и затем назывался с 31 октября 1798 г. именем шефа, мушкетёрским генерал-майора Бороздина 2-го полком. 31 марта 1801 г. император Александр I возвратил полку название Троицкого мушкетёрского и привёл его 30 апреля 1802 г. в состав трёх батальонов. 16 мая 1803 г. была выделена рота на сформирование Вологодского мушкетёрского полка.
В 1804 г. полк был двинут на Кавказ и, расположившись по течению реки Кубани, совершил несколько экспедиций против мятежных закубанцев. В следующем году Троицкий полк перешёл в Закавказье и принял деятельное участие в покорении Карабаха и Шекинского ханства.
В 1808 г. полк, под командованием своего шефа генерал-майора Небольсина, совершил экспедицию в Персию и нанёс поражение персам при Кара-Бабе.
22 февраля 1811 г. полк был назван Троицким пехотным.
1 февраля 1812 г. батальон, занимавший деревню Султан-Буду, был окружён 18-тысячной армией Аббас-Мирзы и, потеряв в битве всех старших начальников, на следующий день капитулировал. 31 декабря 1812 г. две роты геройски участвовали в штурме Ленкорани и потеряли 4 офицеров и 68 нижних чинов.
В 1813 г. полк был переведён в Дагестан, где и пробыл следующие пять лет. 19 декабря 1819 г. две роты, занимавшие под командованием штабс-капитана Овечкина Чирахский пост, геройски выдержали трёхдневную осаду Сурхай-хана, прибывшего с 6 тысячами казикумухцев.
В 1819 г. полку было велено выделить кадр со знамёнами для сформирования в России нового Троицкого полка и оставшимся нижним чинам пойти на пополнение Апшеронского пехотного полка. Однако это вскоре было отменено, а сам полк переименован в Апшеронский. В 1825 году полку было возвращено именование Троицкого.
Во время русско-турецкой войны 1828—1829 гг. 1-й и 2-й батальоны были назначены в действующую армию и, перейдя Дунай, участвовали с 21 сентября по 30 октября 1828 г. в блокаде Силистрии. В следующем году Троицкий полк был снова назначен в число войск, осаждавших Силистрию и Шумлу.

### Лифляндский полк
23 января 1833 г., при переформировании нашей армии, старый Троицкий полк был присоединен к Белозерскому пехотному полку и образовал в нём 3, 4 и 6-й резервный батальоны. 6 апреля 1863 г. из 4-го резервного батальона и бессрочно-отпускных был сформирован двухбатальонный Белозерский резервный пехотный полк, 13 августа 1863 г. полк этот был назван Лифляндским пехотным и приведён в состав трёх батальонов с тремя стрелковыми ротами.
При сформировании полку были переданы следующие отличия Белозерского полка: в 1-й батальон — Георгиевские знамёна с надписью «За Севастополь в 1854 и 1855 гг.» и всему полку — знаки на головные уборы с надписью «За Варшаву 25 и 26 августа 1831 г.». 25 марта 1864 г. к наименованию Лифляндского полка был присоединён № 97.
7 апреля 1879 г. из трёх стрелковых рот и вновь образованной 16-й роты сформирован 4-й батальон. 25 марта 1891 г., для сохранения в русской армии памяти о знаменитых полководцах и военачальниках, полк был назван 97-м пехотным Лифляндским генерал-фельдмаршала графа Шереметева полком. 25 июня 1900 г., в день 200-летнего юбилея, полку было пожаловано новое Георгиевское знамя с дополнительной надписью «1700—1900». 27 января 1904 г. из состава Лифляндского полка была выделена рота на образование 3-го батальона 16-го Восточно-Сибирского стрелкового полка.
Во время русско-японской войны Лифляндский полк был мобилизован и, прибыв на театр военных действий 5 января 1905 г., составил резерв главнокомандующего.
16 февраля 1905 г. Лифляндский полк вошёл в состав отряда генерала Д. А. Топорнина, высланного на Синминтин для обеспечения правого фланга русской армии и затем 17 февраля к деревне Юхуантунь.
При дальнейшем наступлении к Салинпу Лифляндский полк участвовал в атаке деревень Яндагоу, Каулинтай и Лионтачай. 22 февраля, при неожиданной атаке японцев на деревню Юхуантунь, Лифляндский полк был двинут на подкрепление своей дивизии и геройски выбил неприятеля, потеряв 24 офицера и 870 нижних чинов.
При отступлении к Телину Лифляндский полк находился в авангарде и, заняв деревню Унгентунь, прикрыл отступление колонны генерала Церпицкого.
За геройскую атаку 22 февраля 1905 года Лифляндскому полку были пожалованы, 18 июля 1909 года, Георгиевские серебряные трубы с надписью «За отличие в бою у д. Юхуантунь 22-го февраля 1905 года». Торжественное вручение труб полку состоялось в 5-ю годовщину сражения, 22 февраля 1910 года, в Двинске.
Во время Первой мировой войны полк в 1914—1915 годах принимал участие в боях под Гумбинненом в Восточной Пруссии и затем в Белоруссии в районе озера Нарочь.
В 1916—1917 годах полк находился на Румынском фронте.

## Знаки отличия полка
- Полковое Георгиевское знамя с надписями «За Севастополь в 1854 и 1855 годах» и «1700—1900», с Александровской юбилейной лентой
- Знаки на головные уборы для нижних чинов и нагрудные знаки для офицеров с надписью: «За Варшаву 25 и 26 августа 1831 года»
- Георгиевские серебряные трубы с надписью «За отличие в бою у д. Юхуантунь 22-го февраля 1905 года».

## Командиры и шефы полка

### Старый Троицкий полк
Шефы:
- 03.12.1796 — 04.01.1797 — генерал-лейтенант Злотницкий, Антон Осипович
- 10.01.1797 — 05.03.1798 — бригадир (с 27.01.1797 генерал-майор) Мерлин, Иван
- 05.03.1798 — 17.04.1801 — генерал-майор (с 05.02.1800 генерал-лейтенант) Бороздин, Андрей Михайлович
- 17.04.1801 — 26.04.1802 — генерал-майор фон Толь, Карл Фёдорович
- 26.04.1802 — 24.08.1804 — генерал-майор Верёвкин, Михаил Михайлович
- 24.08.1804 — 23.09.1804 — генерал-майор Балашов, Александр Дмитриевич
- 29.09.1804 — 20.12.1810 — генерал-майор Небольсин, Пётр Фёдорович
- 27.02.1811 — 01.09.1814 — генерал-майор Хатунцов, Николай Михайлович

#### Командиры
- 02.1700 — 19.11.1700 — полковник Фливерк, Матвей Иванович
- 19.11.1700 — 1702 — полковник Купер, Данила Яковлевич
- 1702 — ? — полковник Абрамов, Юрий Христофорович
- ? — 1708 — полковник Абрамов, Иов
- 1789 — полковник Хвостов А. С.
- хх.хх.1796 — 11.09.1797 — полковник Транзе, Карл
- 10.09.1798 — 02.09.1799[5] — майор (с 11.02.1799 подполковник) Иванов, Николай Николаевич
- 15.10.1799 — 05.05.1802 — майор Воропанов, Николай Михайлович
- 05.05.1802 — 29.09.1804 — полковник Небольсин, Пётр Фёдорович
- 17.03.1805 — 16.01.1806 — полковник Рудзевич, Александр Яковлевич
- 16.09.1809 — 03.11.1811 — подполковник (с 30.08.1811 полковник) Тихановский, Степан Леонтьевич
- 12.05.1813 — 31.05.1816 — майор Подревский, Борис Михайлович
- 31.05.1816 — 04.11.1819 — полковник Левенцов, Афанасий
- 04.11.1819 — 23.01.1821 — подполковник Гарталов (Горталов), Константин Фёдорович
- 23.01.1821 — 24.05.1822 — подполковник Вознесенский, Степан Михайлович
- 24.05.1822 — 28.08.1829 — подполковник (с 22.05.1828 полковник) Жилинский, Александр Гаврилович
- 28.08.1829 — 26.10.1829[6] — командующий подполковник Римский-Корсаков, Владимир Александрович

### Лифляндский полк
Командиры:
- 21.04.1863 — 24.05.1867 — полковник Дуве, Николай Оттович
- 24.05.1867 — 19.09.1875 — полковник Занкевич, Ипполит Михайлович
- 19.09.1875 — 07.02.1877 — полковник Мельников, Александр Васильевич
- 07.02.1877 — 21.07.1879 — полковник Карген, Оскар-Роберт Густавович
- 01.08.1879 — 12.05.1885 — полковник (с 15.05.1883 генерал-майор) Проценко, Пётр Петрович
- 21.05.1885 — 23.12.1889 — полковник Вендорф, Михаил Михайлович
- 30.12.1889 — 06.02.1896 — полковник (с 14.11.1894 генерал-майор) Зоммер, Михаил Карлович
- 07.02.1896 — 31.05.1898 — полковник Пещанский, Георгий Иванович
- 07.07.1898 — 03.08.1900 — полковник Морозов, Фаддей Андреевич
- 31.08.1900[7] — 09.02.1904 — полковник Мольво, Евгений Борисович
- 09.02.1904 — 27.11.1904 — полковник Мержвинский, Николай Карлович
- 19.12.1904 — 24.06.1905 — командующий подполковник Молотков, Александр Афанасьевич
- 28.06.1905 — 25.11.1905 — полковник Эммануэль, Василий Александрович
- 12.03.1905 — 02.05.1905 — временно командующий полком подполковник фон Виккен, Александр Иванович
- 25.07.1905 — 05.09.1905 — временно командующий полком подполковник фон Виккен, Александр Иванович
- 15.06.1906 — 06.12.1907 — полковник Широков, Виктор Павлович
- 23.01.1908 — 08.06.1910 — полковник князь Кропоткин, Дмитрий Алексеевич
- 08.06.1910 — 25.02.1912 — полковник Райковский, Викентий Логинович
- 25.02.1912 — 13.04.1915 — полковник(с 05.10.1914 генерал-майор) Гунцадзе, Давид Константинович
  - 1914—1915 — временно командующий полком полковник Крастынь, Иван Иванович
- 20.05.1915 — 16.07.1916 — полковник Алексеев, Николай Николаевич
- 16.07.1916 — 23.04.1917 — полковник Плеханов, Сергей Николаевич
- 30.05.1917 — 20.01.1918 — полковник Алфёров, Николай Фёдорович

## Известные люди, служившие в полку
- Гоппер, Карл Янович — генерал-майор, начальник штаба «Союза защиты Родины и Свободы»
- Зарако-Зараковский, Болеслав Францевич — советский и польский военачальник, генерал-лейтенант (СССР), генерал дивизии (ПНР)
- Макиёнок, Донат Адамович — русский и польский летчик-ас

## Знаки различия
| Описание     | Знаки различия по состоянию на 1904—1909 гг. | Знаки различия по состоянию на 1904—1909 гг. | Знаки различия по состоянию на 1904—1909 гг. | Знаки различия по состоянию на 1904—1909 гг. | Знаки различия по состоянию на 1904—1909 гг. | Знаки различия по состоянию на 1904—1909 гг. | Знаки различия по состоянию на 1904—1909 гг. | Знаки различия по состоянию на 1904—1909 гг.     |
| ------------ | -------------------------------------------- | -------------------------------------------- | -------------------------------------------- | -------------------------------------------- | -------------------------------------------- | -------------------------------------------- | -------------------------------------------- | ------------------------------------------------ |
| Погоны       |                                              |                                              |                                              |                                              |                                              |                                              |                                              |                                                  |
| Классный чин | Полковник                                    | Подполко́вник                                 | Капитан                                      | Штабс-капитан                                | Пору́чик                                      | Подпору́чик                                   | Прапорщик                                    | Зауряд-прапорщик (произведенный из фельдфебелей) |
| Группа       | Штаб-офицеры                                 | Штаб-офицеры                                 | Обер-офицеры                                 | Обер-офицеры                                 | Обер-офицеры                                 | Обер-офицеры                                 | Обер-офицеры                                 | Обер-офицеры                                     |

## Другие формирования этого имени
- Лифляндский егерский батальон — образован в 1779 году, в 1780-х годах переформирован в Лифляндский егерский корпус, в конце XVIII — начале XIX веков батальоны этого корпуса были обращены на формирование егерских полков.
- Лифляндский драгунский полк — сформирован 29 августа 1805 года, с 17 декабря 1812 года именовался конно-егерским, 11 мая 1819 года переименован в конно-егерский Его Величества короля Виртембергского полк. Упразднён 21 марта 1833 года, его 1-й дивизион вошёл в состав Митавского гусарского полка, где были сохранены старшинство и знаки отличия Лифляндского драгунского (конно-егерского) полка.